# Cugnoli
Cugnoli est une commune italienne d'environ 1 600 habitants située dans la province de Pescara, dans la région Abruzzes, en Italie méridionale.

## Administration
| Période                                  | Période  | Identité         | Étiquette            | Qualité |
| ---------------------------------------- | -------- | ---------------- | -------------------- | ------- |
| 30 mai 2006                              | En cours | Lanfranco Chiola | Insieme per Cambiare |         |
| Les données manquantes sont à compléter. |          |                  |                      |         |

### Hameaux
Andragona, Arcitelli, Cesura, Colle delle Bocache (biancospino), Colle S. Luca, Colle S.Lucia, Colle della Torre, Piano Cautolo, Piano Finocchio, S. Maria del Ponte, S. Pietro, Rotaggiannelli, Vaccardo, Vadallone, Vallarno.

### Communes limitrophes
Alanno, Catignano, Civitaquana, Nocciano, Pietranico.